# 三菱Galant VR-4
三菱Galant VR-4（日语：三菱・ギャランVR-4，Viscous Realtime 4WD之縮寫）乃日本三菱汽車所推出三菱Galant的高階車型，在第六代（1987年-1992年）、第七代（1992年-1996年）、第八代（1996年-2005年）均有發售。最初三菱汽車為了符合世界拉力錦標賽A組賽車的新規制而打造，但很快就由三菱Lancer Evolution取代，後來成為展示該公司尖端技術的高性能轎車。

## 背景概要與賽事歷史
1970年代至1980年之間，三菱汽車試圖投入賽車運動來加強改善企業形象。Colt Lancer 1600 GSR和Pajero/Montero/Shogun在拉力賽及越野拉力賽中取得該公司創業以來的成功，於是該公司打算以四輪驅動版本的Starion參加世界拉力錦標賽B組賽車。然而，該級別在1985、1986年發生數起致命的嚴重事故之後宣布停賽，三菱汽車被迫重新評估。他們立刻將原本放棄的Starion原型車機械結構使用在第六代Galant VR-4身上，市售版生產超過5千輛之後，符合國際汽車聯合會認證為A組賽車之資格。1988至1992年之間歐洲三菱Ralliart參賽並由麥克爾·埃里克森（1989年千湖拉力賽）、彭帝·艾立卡拉（1989年英國威爾斯拉力賽）、肯尼斯·埃里克森（1991年瑞典拉力賽）等賽車手奪得三場勝利。在亞太拉力錦標賽中，篠塚建次郎贏得1988年、羅斯·鄧克頓贏得1991、1992年的冠軍；提姆·歐尼爾也在1992年美國國家GT錦標賽掄元。
然而，三菱和其他參賽車廠後來意識到1980年代的WRC車輛巨大且笨重，不適合在狹窄曲折的拉力賽道上行駛。莫約1992年福特汽車試著將整輛福特Sierra/Sapphire Cosworth的結構和技術塞入車身尺寸小一號的福特Escort中，速霸陸汽車開發出速霸陸Impreza以取代速霸陸Legacy，豐田汽車最終用豐田Corolla代替豐田Celica。與此同時，三菱汽車也將Galant VR-4的引擎與變速箱移植到新開發的Lancer Evolution，終結了Galant VR-4在該公司競速賽事中的歷史。

### WRC冠軍紀錄
| 次序 | 分站賽事名稱                     | 賽季           | 賽車手                    | 領航員                             |
| ---- | -------------------------------- | -------------- | ------------------------- | ---------------------------------- |
| 1    | 第39屆千湖拉力賽（英语：Rally Finland）       | 1989（英语：1989 World Rally Championship season） | 麥克爾·埃里克森（英语：Mikael Ericsson） | 克萊斯·比爾斯坦（Claes Billstam）  |
| 2    | 第38屆英國威爾斯拉力賽（英语：Wales Rally GB） | 1989（英语：1989 World Rally Championship season） | 彭帝·艾立卡拉（英语：Pentti Airikkala）   | 羅南·麥克納米（Ronan McNamee）     |
| 3    | 第22屆象牙海岸拉力賽（英语：Rallye Côte d'Ivoire）   | 1990（英语：1990 World Rally Championship season） | 派崔克·陶季雅克（英语：Patrick Tauziac） | 克勞德·派品（Claude Papin）        |
| 4    | 第40屆瑞典拉力賽（英语：Rally Sweden）       | 1991（英语：1991 World Rally Championship season） | 肯尼斯·埃里克森（英语：Kenneth Eriksson） | 斯塔凡·帕曼德（Staffan Parmander） |
| 5    | 第23屆象牙海岸拉力賽             | 1991（英语：1991 World Rally Championship season） | 篠塚建次郎（日语：篠塚建次郎）      | 約翰·梅都斯（John Meadows）        |
| 6    | 第24屆象牙海岸拉力賽             | 1992（英语：1992 World Rally Championship season） | 篠塚建次郎（日语：篠塚建次郎）      | 約翰·梅都斯（John Meadows）        |

## 歷史

### 第六代E38A/E39A系（1987年 - 1992年）
按照A組賽車的比賽規則，車輛必須安裝排氣量2.0L渦輪增壓引擎及四輪驅動。為了達到銷售量超過5千輛的強制性要求，原廠將VR-4銷往北美洲、澳洲、紐西蘭、日本以及亞太地區。此車款也符合日本當地對於車身尺寸及引擎排氣量的規定，使得消費者得以減稅。所配置的2.0L直列四缸DOHC 4G63型渦輪增壓引擎（附中冷器），初期最大馬力為205ps / 6,000rpm，扭力峰值為30kg·m / 3,000rpm，極速可達210km/h，從0加速至60mph耗時7.3秒，行駛四分之一英里耗時15.3秒。另有一套名為「Active Four」的配備：4WD中央差速器式全時四輪驅動系統（包含黏性耦合差速器）、4WS四輪轉向系統、4IS四輪獨立懸吊系統、4ABS四輪ABS防鎖死煞車系統，這是全世界第一輛完全集成這些配備的車款。該車款尚有ECS電子阻尼可調半主動懸吊系統（（英文）Electronically Controlled Suspension System），使車輛在顛簸、加速、煞車、過彎時仍保持車身平穩。原廠另外還生產了一款名為三菱Eterna ZR-4的五門揭背車，外觀上縱使和VR-4有些微的差異，但兩者的機械結構完全相同。

#### 獲獎紀錄
第六代三菱Galant VR-4曾獲得1988年度優良設計獎。

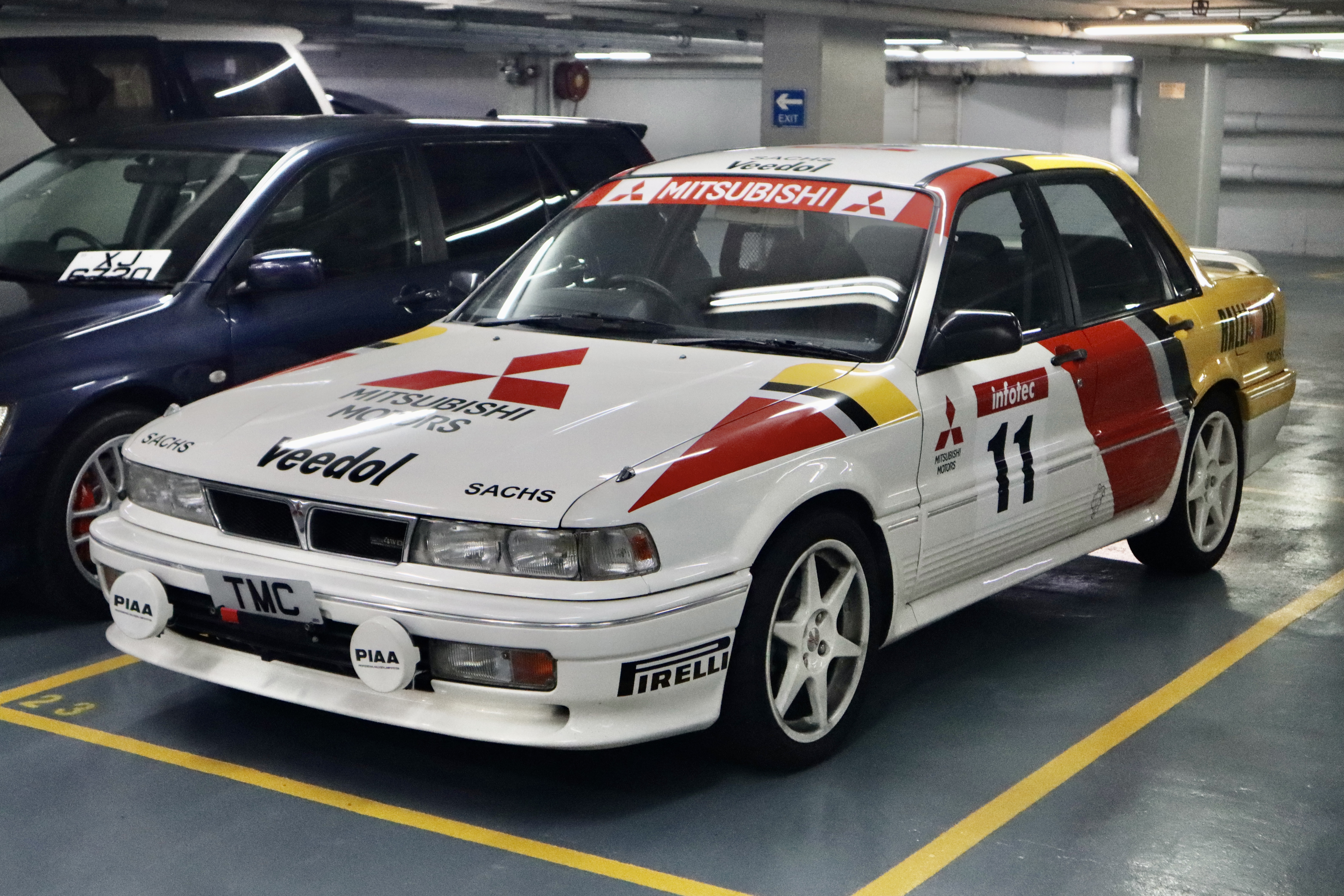
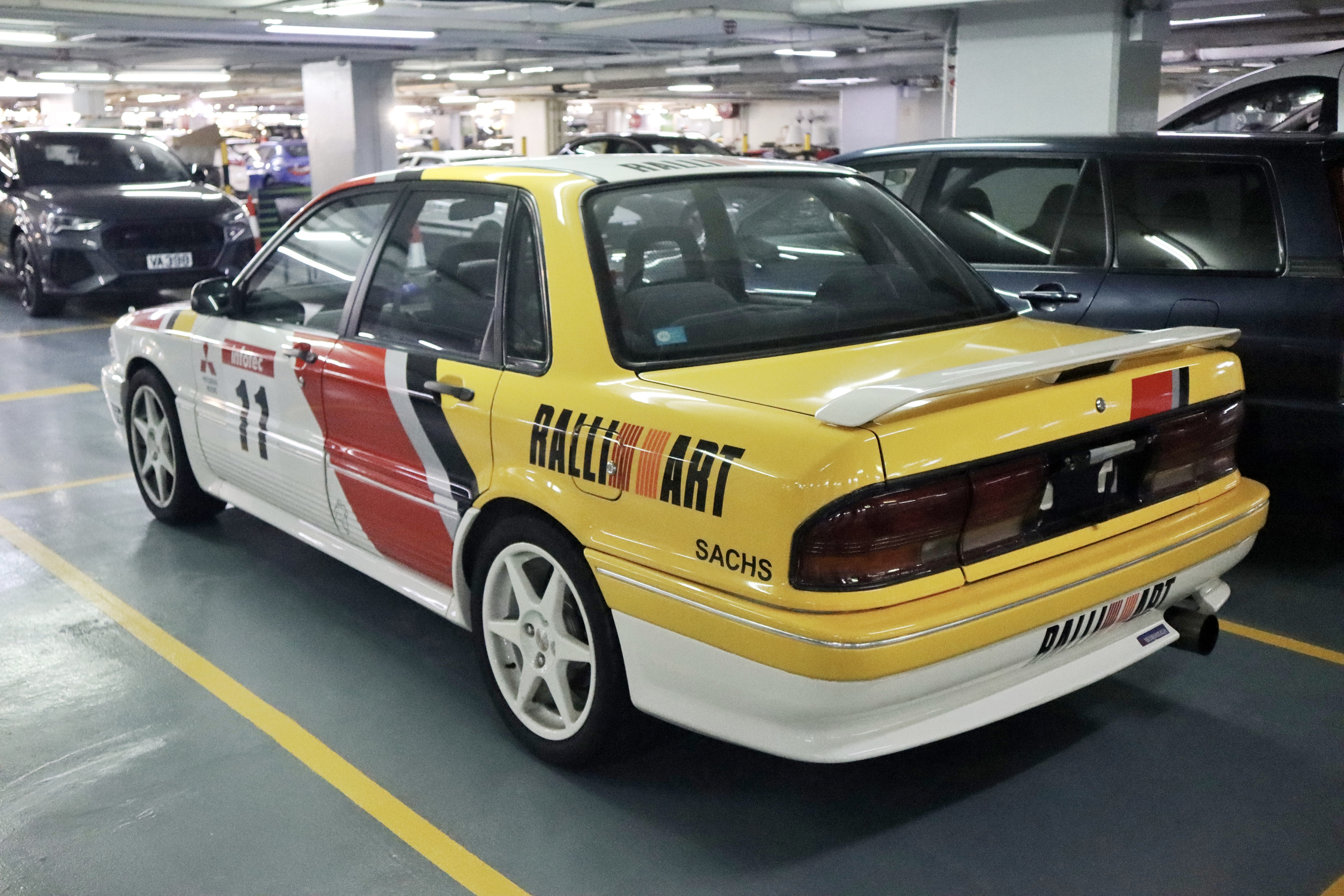
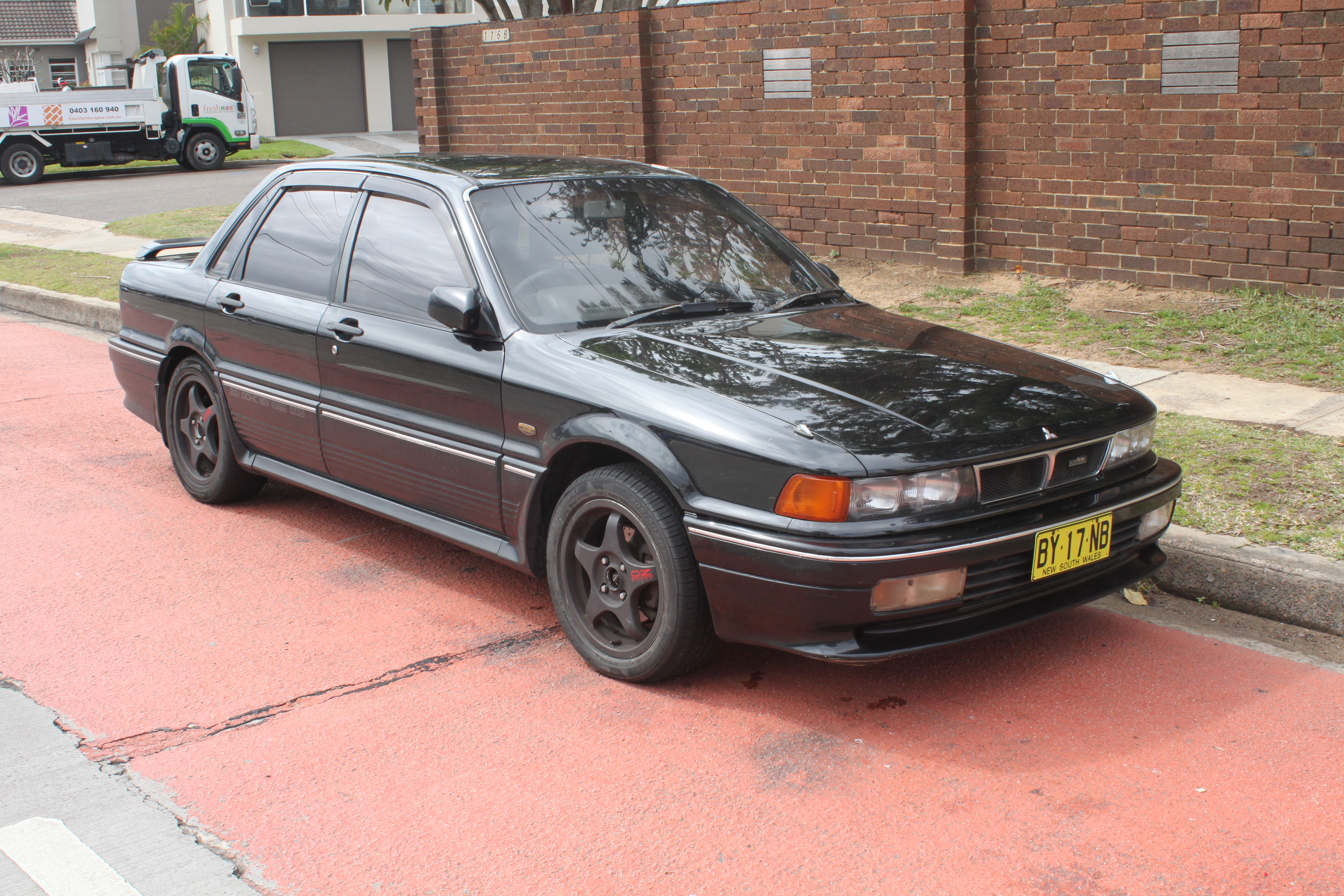
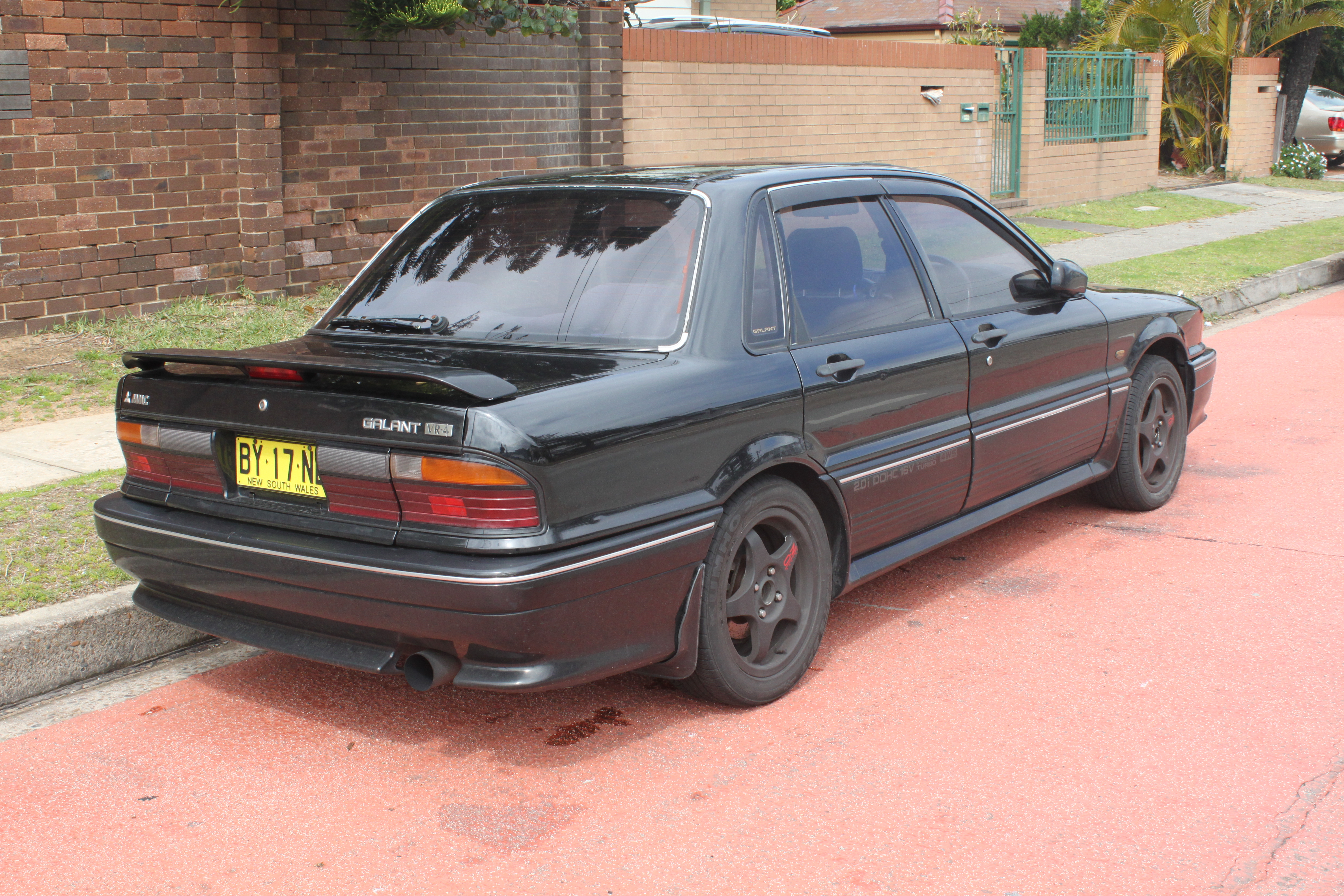

### 第七代E84A/E74A系（1992年 - 1996年）
由於第一代Lancer Evolution問世，Galant VR-4的運動化調性不再那麼強烈。上一代的4WD中央差速器式全時四輪驅動系統保留了下來，但動力心臟換裝成2.0L V型六缸DOHC 6A12TT型雙渦輪增壓引擎（附中冷器），搭配五速手排變速箱可輸出最大馬力240ps / 6,000rpm（四速INVECS自排版則是215ps / 6,000rpm）、扭力峰值309N·m / 3,500rpm。揭背車三菱Eterna的「XX-4」車型依然共用幾乎相同的機械結構，但到了1994年10月改以「GT」車型取代，具備大型尾翼。

### 第八代EC5A/EC5W系（1996年 - 2002年）
最後一代Galant VR-4於1996年上市，動力來源改成2.5L V型六缸DOHC 6A13型雙渦輪增壓引擎（附中冷器），可選擇五速手動排檔變速箱或者五速INVECS-II自動排檔變速箱，最大馬力攀升至日本車廠自主馬力上限的280ps / 5,500rpm，最大扭力369N⋅m / 4,000rpm。第八代Galant VR-4搭載了許多當時最先進的技術，包括AYC主動式舵角控制器、ASC車身動態穩定控制系統等。這款車尚有五門旅行車車型，日本本土稱為「三菱Legnum」，用來取代舊款的五門掀背車。
前期款VR-4一律有AYC主動式舵角控制器，並分為手動排檔的一般版和自動排檔的「type-S」，後者搭載的ASC車身動態穩定控制系統和TCL循跡防滑控制系統均為標準裝備。1998年1月原廠推出限量800部的「Super VR-4」特仕車（五門旅行車Legnum亦同），以「VR-4 type-S」為基礎追加全車大型空力套件、Ralliart消音器、MOMO真皮方向盤、RECARO賽車桶椅等配備，車色塗裝僅有銀、紅二色。
1998年8月發表的後期款細分成「type-V」和「type-S」，並將Super VR-4的MOMO真皮方向盤和RECARO賽車桶椅列為選配裝備，type-V具有電動車窗、空調系統、動力輔助轉向、沒有特殊照明燈的儀表板，但缺少AYC主動式舵角控制器，算是VR-4入門版，Galant車型可選擇手動和自動排檔，Legnum車型卻只有自動排檔；type-S則多加了TCL循跡防滑控制系統、AYC主動式舵角控制器、ASC車身動態穩定控制系統、CD播放機、特殊照明儀表板，以及四個在外觀上額外加裝的輪拱眉，Galant車型只有自動排檔，Legnum車型卻可選擇手動和自動排檔。
此車型乃日本本土市場專屬，但有部分乃透過平行進口流入右駕地區，特別是英國、澳大利亞及紐西蘭等，香港除了水貨之外，代理商亦導入Galant VR-4自動排檔版。2000年，三菱汽車性能部門Ralliart跟英國分公司簽訂合同，以型號核准方式在英國銷售Lancer與Galant，英國分公司亦因此進口200台Galant VR-4銷售。2002年9月，因為應對日本在2003年新公佈的廢氣排放法規，VR-4車型停產。

#### 獲獎紀錄
第八代三菱Galant曾獲得1996年度日本年度風雲車。

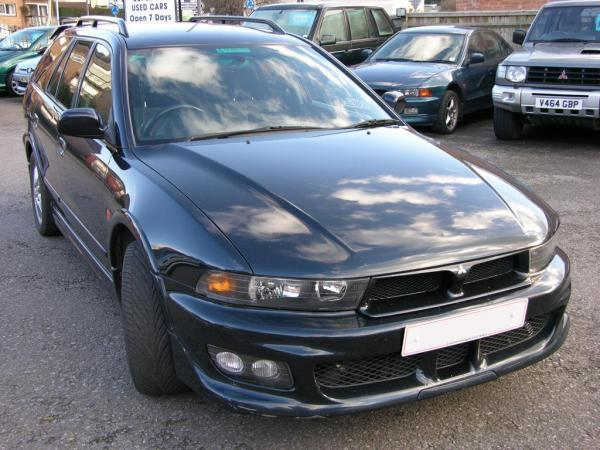
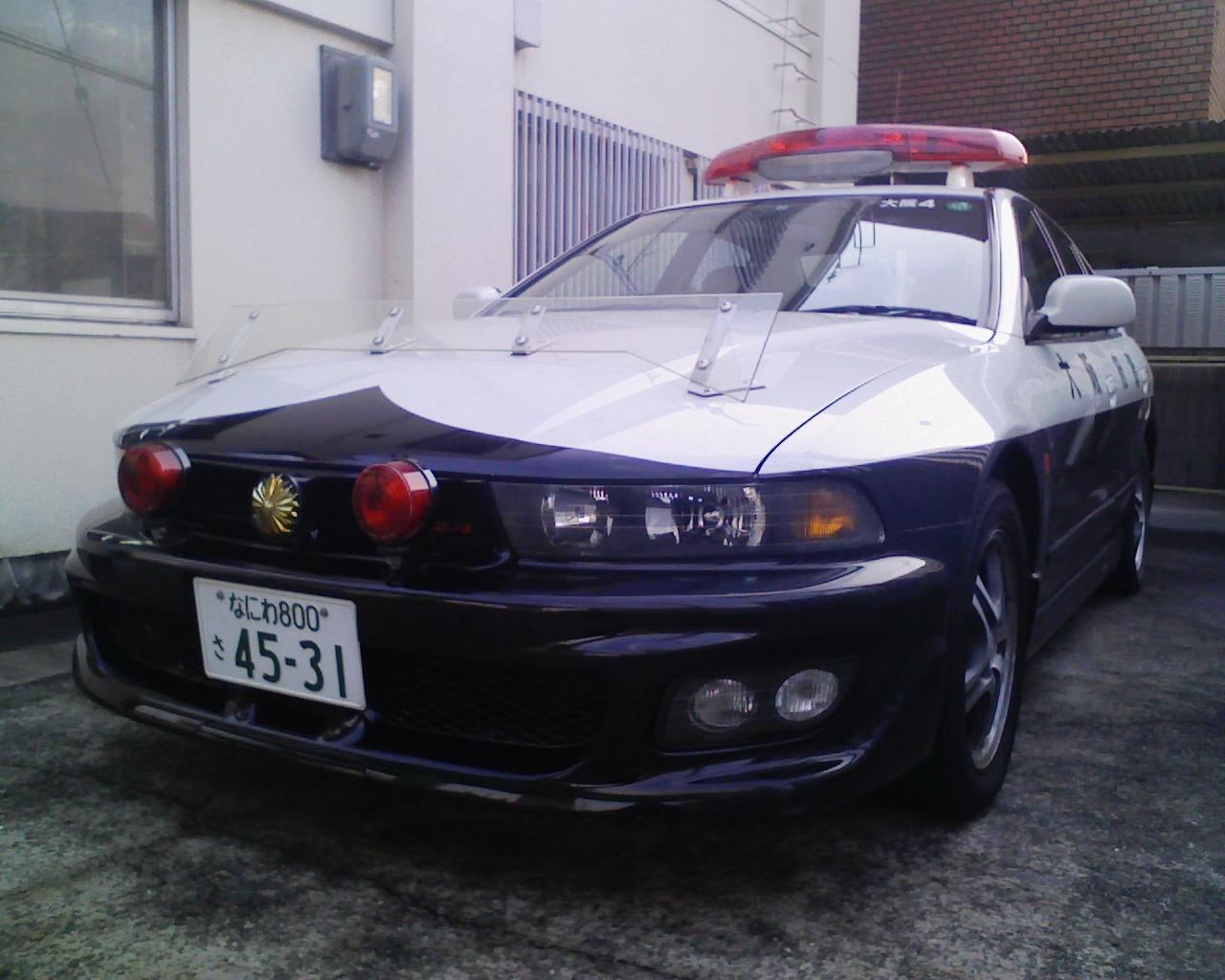